# Ausonia (marca)
Ausonia es una marca de productos de higiene femenina y masculina (compresas para días con regla, protegeslips o protectores diarios, pañales Lindor para adultos y productos para pérdidas pequeñas y moderadas de orina) en España y Portugal por Arbora&Ausonia. Desde el año 2012 pertenece a la compañía Procter & Gamble

## Historia
En 1978 Ausonia puso en el mercado su primera compresa en España. Se fabricaba en la planta de St. Feliu de Llobregat, que se quemó el 17 de enero de 1980. Por este motivo, en 1980 se trasladó toda la producción a la fábrica de Montornès del Vallès. Hasta 1993 no se lanza la primera Ausonia Ultra (formato mucho más fino) en España. Se empezó a fabricar Ausonia Ultra en Montornès. Posteriormente la producción de las compresas ultra se trasladó a Jijona. Ausonia entró en la categoría de pérdidas de orina en 2009 lanzando Ausonia Evolution.

## Publicidad
En el universo de la publicidad, las dos grandes marcas de compresas en España (Evax y Ausonia) representan a las mujeres como un grupo homogéneo con una cualidad común: la feminidad. Sin embargo Ausonia representa el valor de la "seguridad" mientras que para Evax esos valores se traducen en un estado de ánimo positivo, en "bienestar".

## Lucha contra el cáncer de mama
Ausonia y la Asociación Española Contra el Cáncer (AECC) han realizado campañas de concienciación acerca del cáncer de mama en medios tradicionales y en las redes sociales con el objetivo de ayudar a prevenirla dando consejos de vida saludable, y a apoyar a aquellos que han sufrido de cerca el cáncer de mama.
Ausonia colabora desde 2008 con la AECC para promover la investigación en cáncer de mama. 